# Droga wojewódzka 737
Die Droga wojewódzka 737 (DW 737) ist eine 31 Kilometer lange Droga wojewódzka (Woiwodschaftsstraße) in der polnischen Woiwodschaft Masowien, die Radom mit Aleksandrówka verbindet. Die Strecke liegt in der Kreisfreien Stadt Radom, im Powiat Radomski und im Powiat Kozienicki.

## Streckenverlauf
Woiwodschaft Masowien, Kreisfreie Stadt Radom
-  Radom (S 7, DK 7, DK 9, DK 12, DW 740, DW 744)

Woiwodschaft Masowien, Powiat Radomski
- Antoniówka
-  Siczki (DW 699)
- Jedlnia
- Poświętne
-  Pionki (DW 691, DW 787)

Woiwodschaft Masowien, Powiat Kozienicki
-  Aleksandrówka (DK 79)